# التنين الأمريكي: جيك لونغ
التنين الأمريكي: جيك لونغ هو مسلسل تم إنتاجه في الولايات المتحدة. بدأ عرضه في سنة 2005. بلغ عدد مواسم المسلسل 2 مواسم، كما بلغ عدد حلقاته 52 حلقة، وتبلغ مدة الحلقة الواحدة 22 دقيقة. تم بث المسلسل لأول مرة بتاريخ 21 يناير 2005 بينما تم بث آخر حلقة منه بتاريخ 1 سبتمبر 2007.

## وصلات خارجية
- الموقع الرسمي
- التنين الأمريكي: جيك لونغ على موقع IMDb (الإنجليزية)
- التنين الأمريكي: جيك لونغ على موقع ميتاكريتيك (الإنجليزية)
- التنين الأمريكي: جيك لونغ على موقع روتن توميتوز (الإنجليزية)
- التنين الأمريكي: جيك لونغ على موقع فيلمافينيتي (الإسبانية)
- التنين الأمريكي: جيك لونغ على موقع كينوبويسك (الروسية)
- التنين الأمريكي: جيك لونغ على موقع ألو سيني (الفرنسية)
- التنين الأمريكي: جيك لونغ على موقع قاعدة بيانات الفيلم (الإنجليزية)